# Titino Carrara
Titino Carrara (Ferrara, 1º gennaio 1949) è un attore e regista teatrale italiano.

## Biografia
Figlio di Tommaso Carrara ed Argia Laurini appartiene ad una famiglia di teatranti, secondo tradizione nomadi da dieci generazioni.
Debutta in fasce nei drammoni popolari dove numerosi sono "i figli della colpa": La voce del sangue, I due sergenti, La maestrina, Don Giuseppe cappellano alla bersagliera, 
A 10 anni la prima parte 'importante': Balilla ne "I figli di nessuno" di Salvoni e Rindi. Un debutto nella notte dei suoi dieci anni.
Da allora prosegue la sua attività al seguito del Piccolo Carro di Tespi, della compagnia Italiana di Prosa Carrara-Laurini, il teatro viaggiante costruito tutto a mano dal padre Tommaso detto Masi, spostandosi in tutto il nord Italia per circa vent'anni, fino al 1965, quando i Carrara-Laurini si fermano a Valdagno (Vicenza).
Nel 1978 la critica (Ugo Volli per primo) lo segnala per l'originalità della interpretazione di Arlecchino in "Antiche Farse" al Teatro Verdi di Milano. la sua particolarità risiede nell'utilizzo degli strumenti tecnici provenienti dalle farse del repertorio familiare, di origine ottocentesca, all'interno del contesto del teatro delle maschere.
Nasce un successo internazionale che lo porta con la compagnia familiare e come solista ad esibirsi in tutto il mondo.

Nello stesso tempo cura numerose regie per La Piccionaia I Carrara, di cui è fondatore nel 1975 ed inizia a realizzare spettacoli da solista a cominciare da Bagno Finale di Roberto Lerici 1987, per la regia di Velia Mantegazza e lo stesso Roberto Lerici.
Dalla metà degli anni Ottanta produce e dirige numerose opere teatrali per ragazzi.
Nel 2007 inizia con Laura Curino un lavoro teatrale sulla sua biografia, che lo porterà allo spettacolo "Strada Carrara" prima, "Manuale d'attore" poi.
| Controllo di autorità | VIAF (EN) 90236926 · ISNI (EN) 0000 0004 1969 7434 · SBN LO1V189068 |